# Епархия Лисалы
Епархия Лисалы (лат. Dioecesis Lisalaensis) — епархия Римско-Католической Церкви с центром в городе Лисала, Демократическая Республика Конго. Епархия Лисалы входит в митрополию Мбандаки-Бикоро.

## История
3 апреля 1919 года Святой Престол учредил апостольский викариат Лисалы, выделив её из апостольский викариат Леопольдвиля (ныне — архиепархия Киншасы).
10 ноября 1959 года апостольский викариат Лисалы был преобразован в епархию буллой Cum parvulum Римского Папы Иоанн XXIII.

## Ординарии епархии
- епископ Egide de Böck (1921 — 1944);
- епископ François Van den Berghe (1944 — 1964);
- епископ Louis Nganga a Ndzando (1964 — 1997);
- епископ Louis Nkinga Bondala (1997 — по настоящее время).